# Neurocisticercosis
La neurocisticercosis es una enfermedad del sistema nervioso central de origen parasitario que genera una gran morbilidad. Es causada por el cisticerco del cerdo. Puede ser asintomática y tiene buen pronóstico si es tratada a tiempo. Ocasiona sobre todo epilepsia crónica.
Es endémica en muchas regiones del mundo, principalmente en países en vías de desarrollo. Es causada por la ingestión de huevos de Taenia solium, cuya vía es fecal-oral, de una persona con teniasis a una persona sana.

## Etiopatogenia
Es causada por la forma larvaria de la tenia del ser humano Taenia solium. Los dos huéspedes de esta tenia son el ser humano, como huésped definitivo, y el cerdo como el huésped intermediario.
Los cerdos se infestan al ingerir heces humanas que contienen huevos de T. solium, los cuales se convierten en cisticercos en los músculos, produciendo cisticercosis; si se enquistan en el cerebro producen neurocisticercosis.
Cuando las personas comen la carne del cerdo mal cocida en la que hay cisticercos viables, desarrollan una teniasis intestinal. Para desarrollar una cisticercosis o neurocisticercosis el humano debe ingerir los huevos, así el embrión liberado del huevo penetra la pared intestinal y es transportado por los torrente circulatorio a cualquier lugar del cuerpo, donde se desarrollan los cisticercos (intermediario como el cerdo). Esto sucede por falta de higiene (transmisión fecal-oral).

## Ciclo vital deTaenia solium
El ser humano es el huésped definitivo de T. solium, es decir que es el portador del parásito en fase adulta, que coloniza la parte superior del yeyuno, donde se adhiere a las vellosidades intestinales por su escólex, gracias a sus cuatro ventosas, y sus dos hileras de ganchos. Generalmente solo se observa un parásito (razón por la cual se le llama “solitaria”).
Tras el escólex existe un cuello muy fino, a partir del cual salen las nuevas proglótides (hasta 1000) que a medida que van avanzando distalmente van madurando, hasta ser proglótides grávida repletas de miles de huevos. Las proglótides y los huevecillos son evacuados con las heces. La vida de T. solium puede ser de hasta 15 años.
Al ser ingeridos por el cerdo, los huevos ingresan en su tracto digestivo en donde por acción de los jugos gástricos, enzimas proteolíticas y sales biliares, dan la señal para activar al embrión hexacanto (oncósfera) contenido en el huevecillo.
Los embriones activados penetran la pared intestinal y viajan por vasos sanguíneos y linfáticos, hasta localizarse en varios tejidos como el músculo esquelético, sistema nervioso central, tejido subcutáneo, ojos, pulmones, corazón y otros, en donde se enquistará en forma de un cisticerco.
El ciclo normal se completa cuando el humano ingiere la carne de cerdo infestado. Pero cuando el ser humano ingiere accidentalmente los huevecillos de T. solium, este adquiere la cisticercosis. Puede adquirirse por consumo de agua, alimentos, o vía ano-mano-boca, incluso puede haber autoinfección.

## Epidemiología
Esta enfermedad es asociada a la pobreza en zonas donde se come carne de cerdo y donde estos animales se crían en contacto con las personas. Es endémica en África subsahariana, América Central y la zona andina de América del Sur, Brasil y México, China, el subcontinente indio y el sudeste asiático. En países industrializados no endémicos se han dado casos importados entre por ejemplo portadores de T. solium intestinal que al manipular alimentos y por otras vías pueden originar contagio local y casos de neurocisticercosis en forma latente. La falta de higiene, un saneamiento deficiente y la utilización de aguas negras sin tratar o mal tratadas facilitan la propagación de la enfermedad. 
La edad más frecuente de aparición está entre los 15 a 43 años. En ciertas series hay predominio masculino pero en general no existe predominio de ningún sexo. La duración promedio de la enfermedad antes de ser diagnosticada oscila entre 6 meses a más de 6 años. Se ha observado que la neurocisticercosis es más frecuente en América Latina; en Asia y África hay predominio de la forma extraneurológica.

## Fisiopatología
El cisticerco es viable por tiempo indefinido y al crecer comprime el tejido subyacente; sólo si muere produce una reacción granulosa.
En estudios experimentales de cisticercosis porcina se ha demostrado que la reacción del huésped ataca los cisticercos en un inicio, los eosinófilos se acercan e invaden al parásito; después se observan linfocitos y células plasmáticas formando grupos alrededor del cisticercos y finalmente los macrófagos fagocitan desechos celulares y corpúsculos calcáreos. 
Los cisticercos vivos se mantienen aun en presencia de anticuerpos específicos debido a que desarrollan mecanismos de evasión inmune entre los que se han descrito la desviación de moléculas inmunosupresoras y enmascaramiento por inmunoglobulinas.
Se ha observado que la respuesta inmune es diferente en suero sanguíneo y en LCR (Líquido cefalorraquídeo) del enfermo y que en ambos comportamientos la IgG es la clase de anticuerpo anticisticerco más frecuente.
La apariencia del cisticerco varía de acuerdo a su localización en el SNC:
- Cisticercos viables: miden aproximadamente 10 mm y suelen aparecer en sitios de gran vascularización como sustancia gris de la corteza cerebral y núcleos subcorticales.
- Cisticercos en cisternas subaracnoideas pueden ser muy grandes hasta 5 cm puesto que la resistencia al crecimiento es poca, estos han perdido sus escólex y están compuestos por varias membranas que le dan su nombre de forma racemosa.
- Las lesiones ventriculares suelen ser únicas, atadas al plexo coroideo o flotando libremente. Allí pueden obstaculizar el paso de LCR y producir una ependimitis granular e hidrocefalia.
- Puede haber otras localizaciones como: ojo, región selar, parénquima cerebral, médula espinal, espacio subdural, entre otras.

Los cisticercos inducen una reacción inflamatoria leve en el tejido circundante (estado vesicular), seguido del estado coloidal, que es indicador del éxito del tratamiento cisticida o la respuesta inmunológica del huésped. Luego se transforma en un cisticerco no viable en el estado granular nodular, y finalmente se calcifica, estado calcificado.
La inflamación de las meninges por cisticercos meníngeos, produce un engrosamiento de las leptomeninges y dificultad para la absorción del LCR e hidrocefalia; esta situación puede afectar los pares craneales, el quiasma óptico, los vasos del polígono de Willis produciendo infartos cerebrales.

## Clínica
Existen casos donde la sintomatología es mínima por lo que en algunos casos no se diagnostica porque algunos pacientes no acuden a consulta médica. 
El 65% de los casos ya diagnosticados cursan con crisis convulsivas, sin embargo, el padecimiento tiene una presentación pleomorfica que va desde cefalea crónica hasta Hidrocefalia por Aracnoiditis Meningea, frecuentemente mortal para el enfermo. 
La Neurocisticercosis es asintomática cuando el número de parásitos es escaso pero suele ser perjudicial cuando independientemente del número, éstos se alojen en el sistema ventricular del encéfalo y bloquean la circulación de LCR o cuando se desarrollan en la región subaracnoidea basal y generan una reacción inflamatoria que secuestra vasos linfáticos y nervios.
La sintomatología neurológica también se debe al gran tamaño que pueden alcanzar los cisticercos en algunas regiones del cerebro.
Las manifestaciones clínicas de la Neurocisticercosis pueden ser muy variadas, desde asintomática hasta prácticamente cualquier manifestación neurológica, lo que hace el diagnóstico muy difícil, estas manifestaciones dependerán de varios factores:
1)	Localización del cisticerco:
•	Espacio subaracnoideo (forma meníngea):
o	Sobre la convexidad de hemisferios cerebrales.
o	Forma racemosa cisticercos subaracnoideos de la base, del opérculo, cerebelo, mesencefálica, ambiens y en la magna.
•	En ventrículos (forma ventricular) afecta más frecuentemente el IV ventrículo.
•	En parénquima cerebral y médula espinal (forma parenquimatosa).
Las formas meníngeas y ventriculares suelen ser más grandes que los cisticercos ubicados en el parénquima. Pero las parenquimatosas se localizan en zonas vascularizadas como sustancia gris cortical, y núcleos subcorticales.
•	Mixtos.
2)	Número de cisticercos.
•	Únicos: más frecuentes en niños.
•	Múltiples: más frecuentes en adultos.
3)	Grado y tipo de inflamación del tejido del huésped
4)	Estado biológico del parásito.
•	Activos.
•	Inactivos.
5)	Estructuras del SN afectadas.

En Niños las manifestaciones más comunes son las siguientes:
- 	Crisis convulsivas: es la primera manifestación neurológica en el 94% de los casos en niños, que pueden ser en orden de frecuencia:
•	Crisis parciales focalizadas.
•	Crisis parciales que se generalizan secundariamente.
•	Crisis generalizadas primariamente tónico-clónicas.
-	Cefalea.
-	Vómito.
-	Trastornos de aprendizaje.
-	Cambios conductuales.
-	Otros como corea, parálisis de nervios craneales.
-	Encefalitis: fiebre, cefalea, náusea, vómito, cambios conductuales, coma, irritabilidad y somnolencia, otros.
-	Síndrome de compresión medular (Síndrome de Motoneurona inferior).
-	Meningitis basilar crónica.
-	Rara vez se observan hipertensión endocraneana o signos de focalización.

En el adulto las manifestaciones más comunes son las siguientes:
-	Cefalea.
-	Hipertensión endocraneana.
-	Crisis epilépticas de comienzo tardío
-	Meningitis
-	Trastornos psiquiátricos
-	Conducta violenta
-	Depresión
-	Ansiedad
-	Demencia 
-	Eosinofilia periférica	
-	Psicosis
-	Problemas visuales
-	Parálisis facial
-	Monoparesia
-	Letargia
-	Hemiplejía
-	Deterioro mental y del lenguaje
-	Náuseas vómitos
-	Problemas de atención
-	Anormalidades EEG

## Diagnóstico
Se diagnostica por medio de RM (Resonancia Magnética) o TAC (Tomografía Axial Computarizada), los cuales tienen una elevada confiabilidad, éstos permiten confirmar la etiología y definir el número, localización, estado y extensión de las lesiones.
Otra opción de diagnóstico son los métodos inmunológicos, entre estos los más confiables son la Inmunoelectrotransferencia el cual tiene una especificidad del 100% y la ELISA (Enzyme-Linked Immunosorbent Assay) en placa.

Para hacer el diagnóstico de Neurocisticercosis hay cuatro elementos importantes:
1. Antecedentes epidemiológicos
2. Manifestaciones clínicas
3. Estudio del Líquido Cefalorraquídeo
4. Estudios de Imagen (TAC, RM)

Líquido Cefalorraquídeo
- En el 50% de los casos hay pleocitosis con eosinofilia o linfocitos.
- Frecuentemente hay disminución de la glucosa.
- Puede haber aumento de las proteínas.
- Pruebas de Anticuerpos específicos por fijación de complemento es positiva.
- ELISA tiene poco valor diagnóstico, (sensibilidad 62-65% y especificidad de 63%) tiene reacciones cruzadas con otro patógenos.

Estudios de imagen
- La Tomografía Axial Computadorizada Cerebral (TAC) es el mejor estudio diagnóstico en manos expertas, otra técnica muy buena es la Resonancia Magnética, la radiografía no tiene utilidad diagnóstica, pero puede utilizarse para observar las calcificaciones de la Neurocisticercosis crónica.
- La TAC muestra una lesión parenquimatosa con edema peri-lesional única en niños, y múltiple en adultos, la RM es mejor para observar quistes intraventriculares y de médula espinal porque remarca las membranas del quiste.
- El signo patognomónico es la observación del escólex, imágenes redondeadas hipointensas en T1 e hiperintensas en T2 bien delimitadas del parénquima cerebral.
- La dilatación ventricular por un cisticerco en el conducto de Silvio se observa más frecuentemente en adultos y niños mayores de 10 años.

El EITB (Enzime linked inmunotransfer blotting) es actualmente el más adecuado para el diagnóstico de Neurocisticercosis con una sensibilidad de 90-100%; sin embargo un examen negativo no excluye el diagnóstico (sobre todo cuando la lesión es única, o la reacción inflamatoria está ausente).
Antígenos más frecuentemente encontrados son:
GP3	GP14	GP24	GP39-42	
El Western blot es sensible según el número de lesiones quísticas cerebrales.
En el diagnóstico global la RM es superior a la TAC.

## Tratamiento
Debido a la gran diversidad de manifestaciones clínicas, la viabilidad y localización de cisticercos,  de la neurocisticercosis, no es posible aplicar un solo esquema de tratamiento a todos los casos, en cada uno de éstos debe estudiarse, planificarse, individualizarse el tratamiento más adecuado.
Los medicamentos cesticidas de elección para el tratamiento de Neurocisticercosis son praziquantel 45 a 50 mg/k de peso dividido en 3 tomas, durante 15 días, y albendazol 15 mg/k repartido en 3 tomas, durante 8 días. Son útiles en casos de cisticercos vivos y cuando hay sintomatología originada en parénquima cerebral y espacio subaracnoideo no basal.
Los cisticercos de localización ventricular, como los oculares, deben ser extraídos quirúrgicamente.

## Control
T. solium es un parásito potencialmente erradicable por varias razones:
- Su ciclo biológico necesita del ser humano como huésped definitivo.
- Las teniasis humanas son la única fuente de infestación del cerdo.
- Se puede controlar la transmisión del parásito de los cerdos a las personas.
- No hay reservorios de infección en especies silvestres.

Además se recomiendan ciertos medios para el control de la Neurocisticercosis:
- Tratamiento, notificación y vigilancia de los casos.
- La identificación y el tratamiento de los individuos que son fuentes directas de contagio, educación en materia de higiene y mejora del saneamiento.
- El tratamiento universal o selectivo con praziquantel, más otras medidas veterinarias en la inspección y control de la cría de cerdos.
- El enfoque multisectorial más amplio para sensibilizar al público.